# Jätteslok
Jätteslok (Melica altissima) är en gräsart som beskrevs av Carl von Linné. Enligt Catalogue of Life ingår Jätteslok i släktet slokar och familjen gräs, men enligt Dyntaxa är tillhörigheten istället släktet slokar och familjen gräs. Arten förekommer tillfälligt i Sverige, men reproducerar sig inte. Inga underarter finns listade i Catalogue of Life.

## Bildgalleri

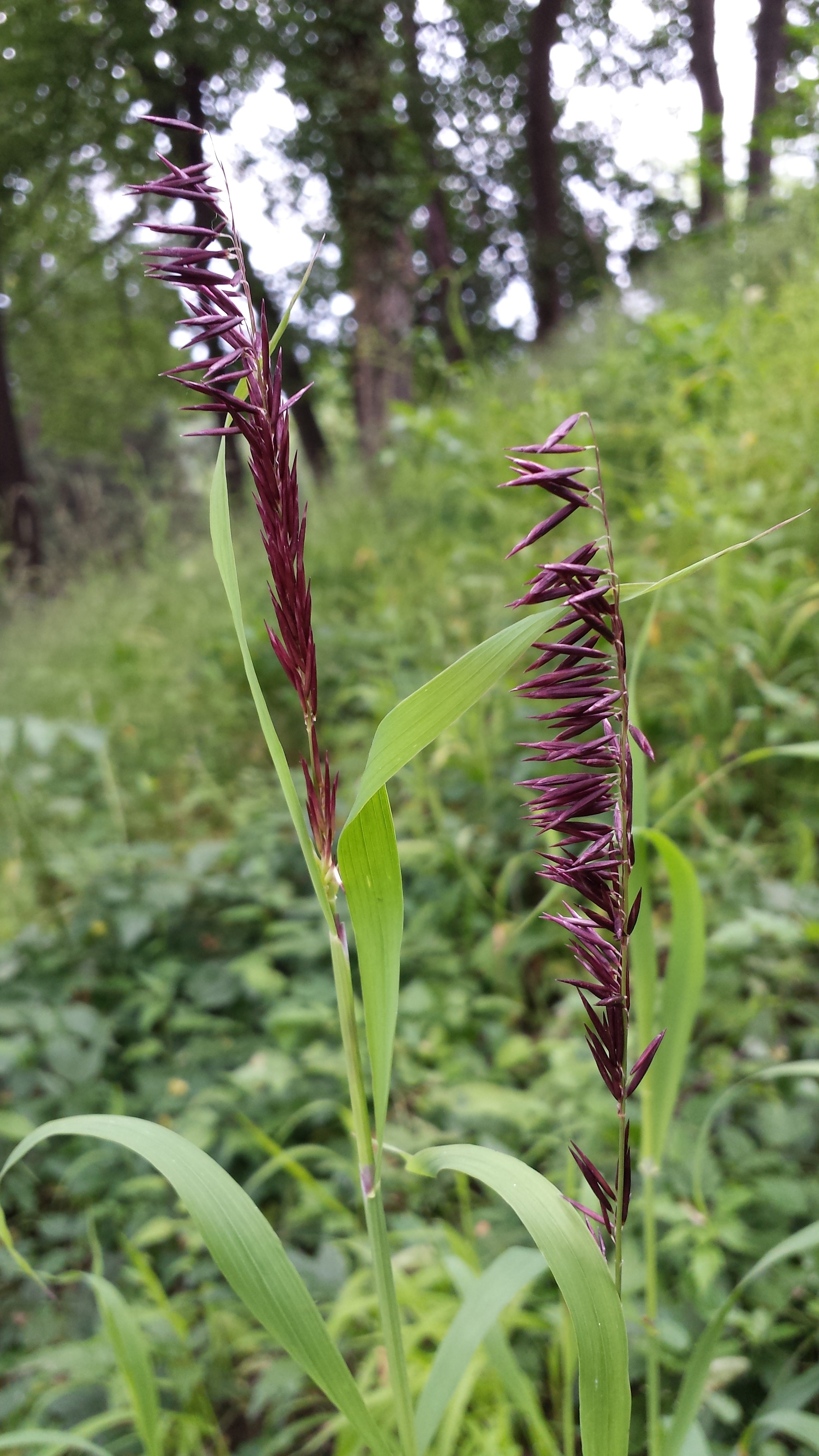
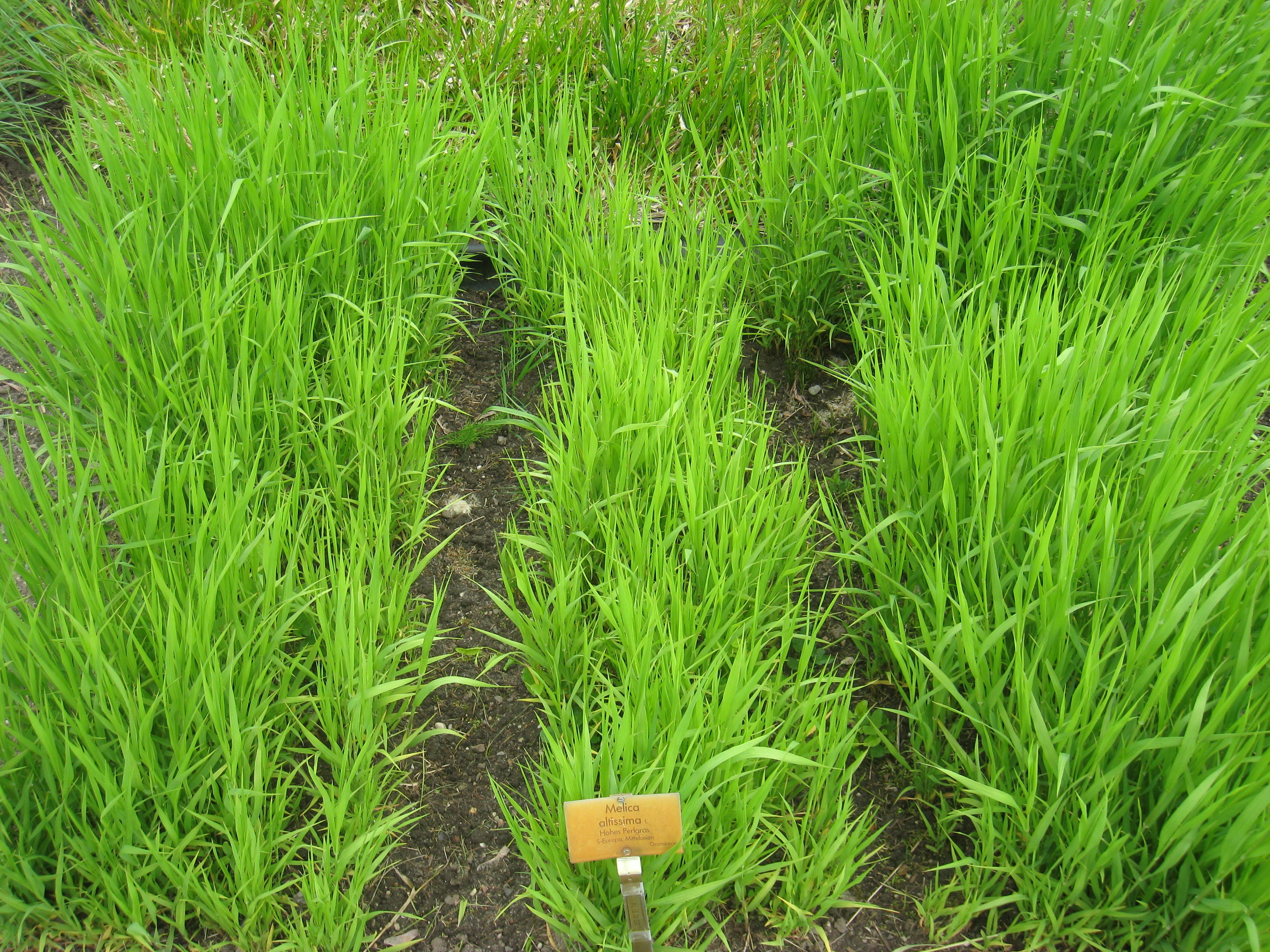
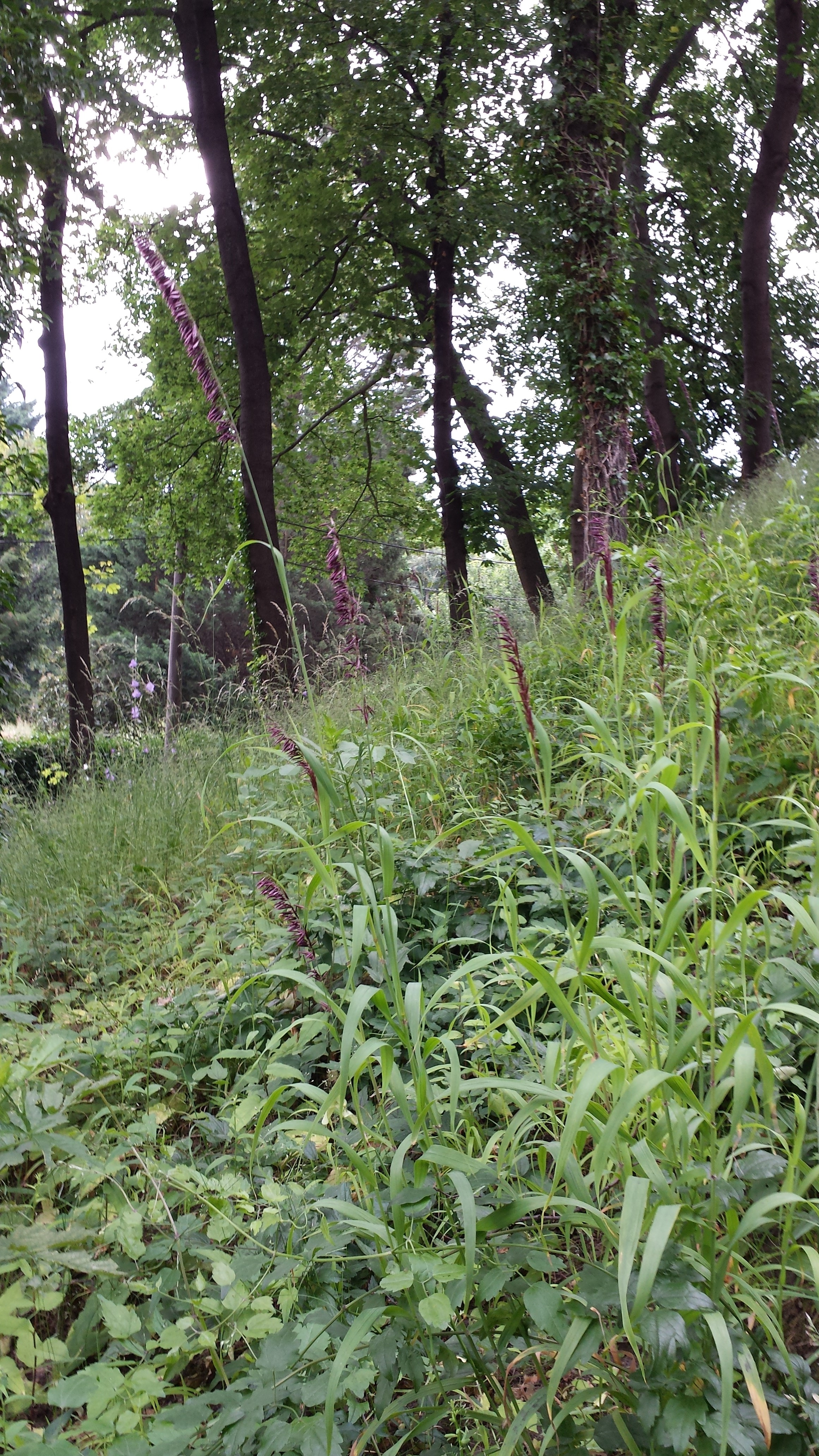
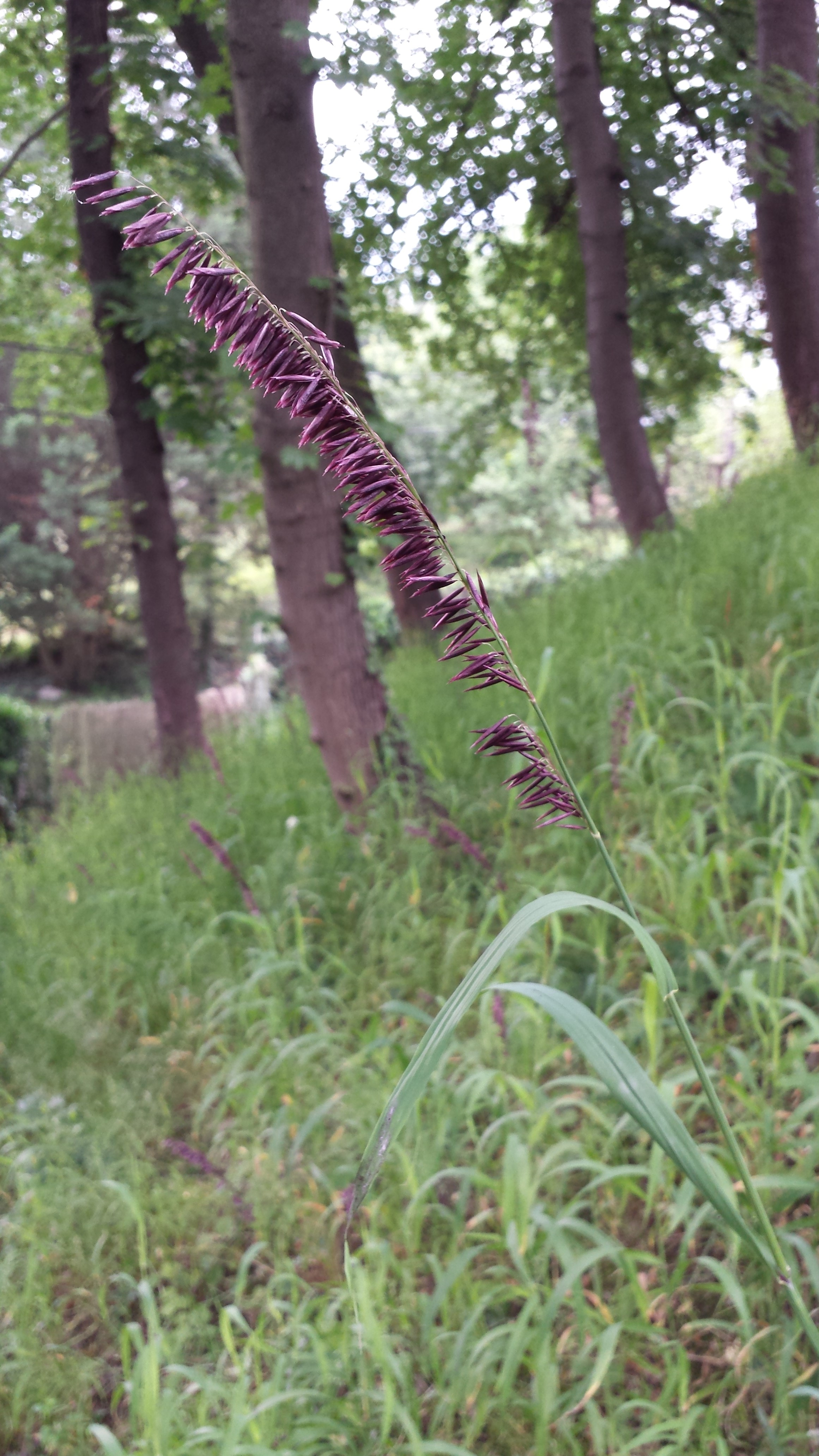